# جمشید و خورشید (انیمیشن)
جمشید و خورشید فیلم پویانمایی ایرانی محصول سال ۱۳۸۴ است. ساخت این انیمیشن ۴ سال به طول انجامید و پس‌از آن نیز به‌مدت ۱۰ سال اجازهٔ اکران نداشت. این انیمیشن، چهارمین انیمیشن سینمایی ساخته‌شده در ایران به‌شمار می‌رود.

## داستان
در گذشته‌های دور و در گوشه‌ای از سرزمین پهناور ایران، گروهی از شاهزادگان به خواستگاری خورشید دختر پادشاه می‌آیند تا شایسته‌ترین آنها انتخاب و داماد و وارث تاج و تخت پادشاه شوند. منجم دربار که سال‌هاست عاشق دختر پادشاه است، خورشید را دزدیده و او را به سرزمینی دور می‌برد. جمشید برای نجات خورشید به جنگ با منجم می‌رود.

## صداپیشگان
- پرویز پرستویی در نقش منجم، کارام
- امین حیایی در نقش جمشید
- ترانه علیدوستی در نقش خورشید
- رامبد جوان در نقش ماهان
- ثریا قاسمی در نقش ندیمه
- حبیب رضایی در نقش آبا
- چنگیز جلیلوند در نقش حاکم

## عوامل فیلم
- نویسنده: علی فیاض‌منش
- کارگردان: بهروز یغماییان
- جلوه‌های ویژه: سهیل دانش اشرافی، حسین بهزادی‌فر، بنفشه کشاورز
- رنگ آمیزی زمینه‌ها: بنفشه کشاورز، مرجان فرزان‌بخش
- مدیرفنی: حسین بهزادی‌فر
- جلوه‌های صوتی صداگذاری و میکس: حسین مهدوی (استودیو رسانۀ پویا)
- فیلمبردار پشت صحنه: حسین اسکندری
- عکاس: نگار یغماییان
- ترانه‌سرا: ملودی محمودی

## افتخارات و دستاوردها
جمشید و خورشید دیپلم افتخار بهترین فیلم را از نظر هیات داوران بیستمین جشنوارۀ بین‌المللی فیلم کودک و نوجوان کسب کرده است. این اثر سینمایی همچنین به جشنوارۀ فیلم کن راه یافته است.